# Botjärnen, Lappland
Botjärnen är en sjö i Dorotea kommun i Lappland och ingår i Ångermanälvens huvudavrinningsområde. Sjön har en area på 0,0417 kvadratkilometer och ligger 325,6 meter över havet.

## Delavrinningsområde
Botjärnen ingår i det delavrinningsområde (713062-152134) som SMHI kallar för Utloppet av Väster-Vallsjön. Medelhöjden är 339 meter över havet och ytan är 9,19 kvadratkilometer. Det finns inga avrinningsområden uppströms utan avrinningsområdet är högsta punkten. Vattendraget som avvattnar avrinningsområdet har biflödesordning 5, vilket innebär att vattnet flödar genom totalt 5 vattendrag innan det når havet efter 252 kilometer. Avrinningsområdet består mestadels av skog (88 procent). Avrinningsområdet har 0,57 kvadratkilometer vattenytor vilket ger det en sjöprocent på 6,2 procent.